# Pećka Bistrica
Pećka Bistrica (albánsky Lumbardhi i Pejës, v srbské cyrilici Пећка Бистрица) je řeka na západě Kosova.
Řeka pramení na severním svahu hory Bogičevica a východním svahu Mokré hory v nadmořské výšce okolo 1900 m n. m. Několik kilometrů teče Rugovskou soutěskou. Následně protéká městem Peć a ústí do řeky Bílý Drin v nadmořské výšce 365 m n. m. Celková délka jejího toku činí 62,4 km a povodí má o rozloze 505 km2. Polovina jejího toku prochází horským terénem a druhá polovina klidnějším údolím. To bývá na některých místech široké až 200 metrů. Její hlavní dva přítoky jsou Bogska reka a Alagina reka.
V řece, stejně jako v celém povodí Bílého Drinu, se vyskytuje mihule drinská.